# ジョン・スポールストラ
ジョン・スポールストラ（Jon Spoelstra）は、アメリカの作家、スポーツマーケティング担当者であり、バッファロー・ブレイブス、ポートランド・トレイルブレイザーズ、デンバー・ナゲッツ、ニュージャージー・ネッツの元NBA重役であった。彼はSROパートナーズの共同創設者であり、現在はマンダリースポーツエンターテイメントの社長を務めている。ジョンは1966年にノートルダム大学を卒業した。 ジョンはミスアメリカ2004コンテストの審査員であった。 ジョンと彼の妻のエリサセリーノには、モニカとマイアミ・ヒートのヘッドコーチであるエリック・スポールストラの2人の子供がいる。ジョンの父親はスポーツライターのワトソンスポールストラである。

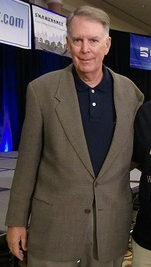
2012年のジョン・スポールストラ